# Чильбум, Карл
Карл Чи́льбум (швед. Karl Kilbom; 1885—1961) — шведский социалист, член исполкома Коминтерна.

## Биография

### Начало политической деятельности
Чильбум родился в семье кузнеца валлонского происхождения, жившей в небольшом городке Эстербюбрук недалеко от Уппсалы. Там он в раннем возрасте начал работать на сталелитейном заводе. В 1900 году городок посетил социал-демократический агитатор, который встретился с рабочими-сталеварами. Чильбум был одним из семи рабочих, которые после встречи с ним приняли участие в формировании в городе социалистического кружка. Одной из задач кружка было создание профсоюза. Однако шпионы заводской администрации раскрыли существование кружка, и вскоре Чильбуму было заявлено, что если он не прекратит политическую деятельность, то лишится работы, а его семья будет выселена из дома, принадлежавшего заводу. Тогда Чильбум был вынужден временно отойти от активной политической работы.
В 1903 году он переехал в город Сандвикен, где вступил в политический кружок. В Сандвикене он устроился на корабль под названием «Фетида» («Thetis»). На этом корабле совершал торговые рейсы из города Евле в Англию и другие страны мира. В 1905 году он уходит с «Фетиды». В 1905 году в Евле, будучи безработным, он вступает в местную молодёжную организацию Социал-демократической партии. Известный шведский социал-демократ Фабиан Монссон учил его работе агитатора.

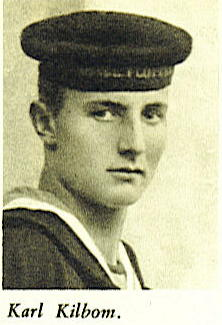
Молодой Чильбум в униформе ВМФ

В 1907 году Чильбум был отправлен на прохождение военной службы на шведский королевский флот на военную базу Шеппсхольмен. Во время службы распространял социал-демократические газеты и листки, что вызвало проблемы с армейским руководством. После службы на флоте приехал в Гётеборг и устроился на завод по производству сейфов, на котором стал лидером профсоюза. В то время Чильбум стал более активно участвовать в деятельности социал-демократической партии и занялся изучением марксизма.

### В коммунистическом движении
В 1910 году переехал в Хальмстад для работы в местной ячейке социал-демократов. Там Чильбум поддержал левую оппозицию Цета Хёглунда реформистскому руководству во главе с Яльмаром Брантингом. После раскола 1917 года вступает в Левую социал-демократическую партию Швеции, поддерживавшую большевиков. Чильбум ещё в 1915 году контактирует с русскими социал-демократами. В частности, тесно сотрудничал с Бухариным, жившим в годы войны в Швеции.
Весной 1917 года Чильбум отправлен от имени шведских левых социал-демократов в Финляндию. Его задачей было убедить местных социал-демократов порвать со старой социал-демократией и повернуть влево. Вскоре он убедился, что финские социал-демократы являются более левыми, чем полагали в Швеции. Уже в следующем, 1918, году в Финляндии произошла рабочая революция, потерпевшая, однако, поражение.
Из Финляндии Чильбум отправился в Россию уже вместе с шведско-финляндским социал-демократом Карлом Вийком. По приезде в Петроград они встретились с Александрой Коллонтай и Владимиром Лениным. По возвращении в Стокгольм начал работать в органе шведских левых социал-демократов газете «Politiken». В следующий раз приезжал в Советскую Россию в декабре 1917 года вместе с Цетом Хеглундом.
В 1919 году в Стокгольме Чильбум встречался с американским дипломатом Уильямом Буллитом и журналистом Линкольном Стеффенсом. Их задачей было установление контактов с Советским правительством. Оба они в Москве в начале того же года встречались с Лениным.
В 1921 году Чильбум в очередной раз оказался в Москве во главе шведской делегации на конгрессе Профинтерна. В том же году в Швеции состоялись первые демократические выборы, на которых рабочие и женщины получили право голоса. Участвовавшая в них Коммунистическая партия Швеции получила 7 депутатских мандатов, один из которых достался Чильбуму.
После исключения в 1924 году Хеглунда из КПШ Чильбум стал одним из лидеров партии. Причиной исключения Хеглунда стали разногласия с руководством Коминтерна. В 1925 году Чильбум возглавил рабочую делегацию из Швеции, насчитывавшую около 300 рабочих, в течение нескольких недель находившихся в Советском Союзе. Заключительной частью их пребывания в Советском Союзе был парад на Красной площади, на котором Чильбум произнес речь, находясь на трибуне мавзолея рядом с Бухариным и Рыковым.

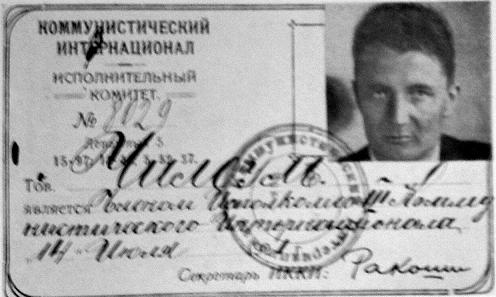
Членский билет Коминтерна, принадлежавший Карлу Чильбуму

В конце 1925 года Чильбум был направлен в Германию в качестве представителя Коминтерна. Однако немецкое посольство в Стокгольме отказало ему в визе. С помощью фальшивого паспорта на имя Карла Дерри Чильбум оказался в Германии. Задачей Чильбума было наблюдение за деятельностью компартий Германии и Австрии. Проведя в этих странах более трех месяцев, он занимался устранением левых из КПГ и КПА.

### Независимая компартия
В 1929 году решением Коминтерна большинство шведской компартии было исключено по обвинению в «правом уклоне». В частности, руководство КПШ во главе с Чильбумом и Нильсом Флюгом выступило против коминтерновской тактики т. н. «третьего периода» и выдвинутого в её рамках лозунга «Класс против класса». Сторонники Чильбума продолжали действовать под именем Коммунистической партии Швеции. В том же, 1929, году чильбумовская КПШ присоединилась к Международной коммунистической оппозиции, объединявшей сторонников правых (Бухарина и Рыкова) в ВКП(б). Сам Чильбум руководил крупнейшим в Швеции ежедневным левым изданием «Folkets Dagblad Politiken», оставшимся после раскола компартии за его сторонниками.
Начало 1930-х годов ознаменовалось для Швеции экономическим кризисом. Промышленное производство резко снизилось, страну охватили массовые забастовки. В 1931 году военные расстреляли рабочую демонстрацию в районе Одален. В своей статье, вышедшей в «Folkets Dagblad Politiken», Чильбум назвал консервативное правительство Карла Густава Экмана кровавым режимом. В ответ на это он был арестован и провел два месяца в тюрьме Лонгхольмен.

### Снова в социал-демократической партии
В 1937 году Чильбум был исключен из Социалистической партии (название антисталинистской компартии после 1934 года) одним из её лидеров Нильсом Флюгом. В конце 1930-х годов Соцпартия сделала резкий крен в сторону нацистской идеологии.
В 1938 Чильбум вернулся в Социал-демократическую партию Швеции. Он стал лидером в движении «Народный дом» («Folkets hus»). Это движение зародилось в Швеции в конце XIX века на волне рабочего подъёма. «Народные дома» — это пролетарские общественные центры, сосредоточенные практически во всех крупных городах Швеции. Создание первого «Народного дома» началось в Мальмё в 1893 году.
В период Второй мировой войны Чильбум поддерживал коалиционное правительство Пера Альбина Ханнсона.